# Parafia Niepokalanego Serca Najświętszej Maryi Panny i św. Stanisława Kostki w Grodzisku Strzyżowskim
Parafia Niepokalanego Serca Najświętszej Maryi Panny i św. Stanisława Kostki w Grodzisku Strzyżowskim – parafia rzymskokatolicka znajdująca się w diecezji rzeszowskiej w dekanacie Strzyżów. Erygowana w 1935 roku.